# John Hare (skådespelare)

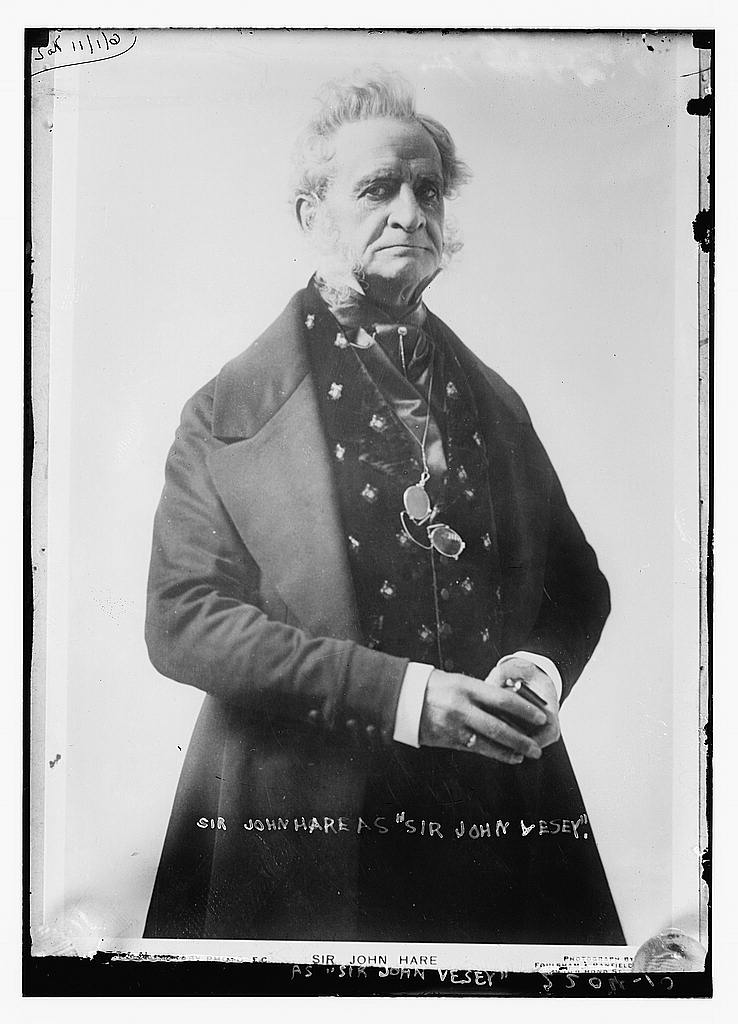
John Hare som Sir John Vesey

John Hare, född 16 maj 1844 i Giggleswick, Yorkshire, England, död 28 december 1921 i London, England brittisk skådespelare.

## Filmografi
- 1916 - The Vicar of Wakefield
- 1916 - A Pair of Spectacles
- 1917 - Castle
- 1918 - Masks and Faces